# In the Live Room
In the Live Room è un EP del gruppo musicale statunitense Halestorm, pubblicato il 6 novembre 2012 dalla Atlantic Records.

## Tracce
1. Love Bites (So Do I) – 3:19
2. Empire State of Mind – 3:46
3. I Get Off – 3:20
4. Bet U Wish U Had Me Back – 3:47
5. In Your Room – 2:56
6. Here's to Us – 3:11

## Formazione
- Lzzy Hale – voce, chitarra
- Joe Hottinger – chitarra, cori
- Josh Smith – basso, cori
- Arejay Hale – batteria, cori